# Gestreifte Guatemala-Vogelspinne
Die Gestreifte Guatemala-Vogelspinne (Aphonopelma seemanni) zählt zu den grabenden Vogelspinnenarten. Ihr Verbreitungsgebiet wird in der Literatur unterschiedlich dargestellt: Einige Autoren beschränken es auf Mittelamerika, andere beschreiben es als von Costa Rica bis Texas reichend. Die Art wird auch in der Terraristik gehalten.

## Entdeckung
Der deutsche Naturforscher Berthold Carl Seemann sammelte während einer Expedition (1847) mit dem Schiff Herald der britischen Admiralität in der Bucht Bahía Culebra in der Provinz Guanacaste von Costa Rica zwei Exemplare einer unbekannten Vogelspinnenart. Es handelte sich um ein ausgewachsenes und um ein jugendliches Weibchen. Die Tiere wurden in Alkohol eingelegt und ins British Museum gebracht. Später wurden die Präparate ins Natural History Museum überführt. Die Spinnen blieben lange Jahre unberührt konserviert, bis sie erst 50 Jahre nach ihrer Entdeckung durch F. O. P.-Cambridge als eine neue Art Eurypelma seemanni, benannt zu Ehren ihres Entdeckers, beschrieben wurden.
1901 wurde die Art von Reginald Innes Pocock in die neu geschaffene Gattung Aphonopelma gestellt. Aphonpelma seemanni diente als Holotyp für die ganze Gattung.

## Verhalten und Lebensweise
Die Tiere sind Kulturfolger und es finden sich deshalb viele Wohnröhren in den künstlich bewässerten Wiesen entlang von Straßen und in den privaten Gärten in ihrem Verbreitungsgebiet. Dort scheinen sie aufgrund der etlichen Insekten, wie beispielsweise vieler Heuschrecken, ein gutes Nahrungsangebot zu haben. Die aufgefundenen Tiere waren deshalb alle gut genährt. Die Tiere kommen häufig auch am Tag aus ihren Wohnröhren und sonnen sich. Gleichzeitig lauern sie so auf Beute.
Aphonopelma seemanni ist sehr häufig in den mittelamerikanischen Ländern entlang der Küstenlinie des Pazifischen Ozeans aufzufinden.

## Aussehen
Die adulten Weibchen erreichen sechs Zentimeter Länge. Die Färbung ist je nach Fundort variabel. Einige Exemplare haben einen hellbraunen, andere einen graublauen Grundton. Die typischen weißen Streifen, die in mehreren Sprachen zu der Bezeichnung „Zebravogelspinne“ geführt haben, sind ebenfalls unterschiedlich stark ausgeprägt. Die Art hat zwei weiße Streifen auf den Patellen, die sich auf den Tibien fortsetzen. Auf den Metatarsen befindet sich nur noch ein weißer Streifen, der nur ein Viertel so lang ist wie der ganze Metatarsus.
Bei Aphonopelma seemanni ist wie bei den meisten Spinnenarten ein deutlicher Sexualdimorphismus sichtbar. Männchen sind nach der Geschlechtshäutung dunkelbraun und ohne die für diese Art charakteristischen weißen Streifen.

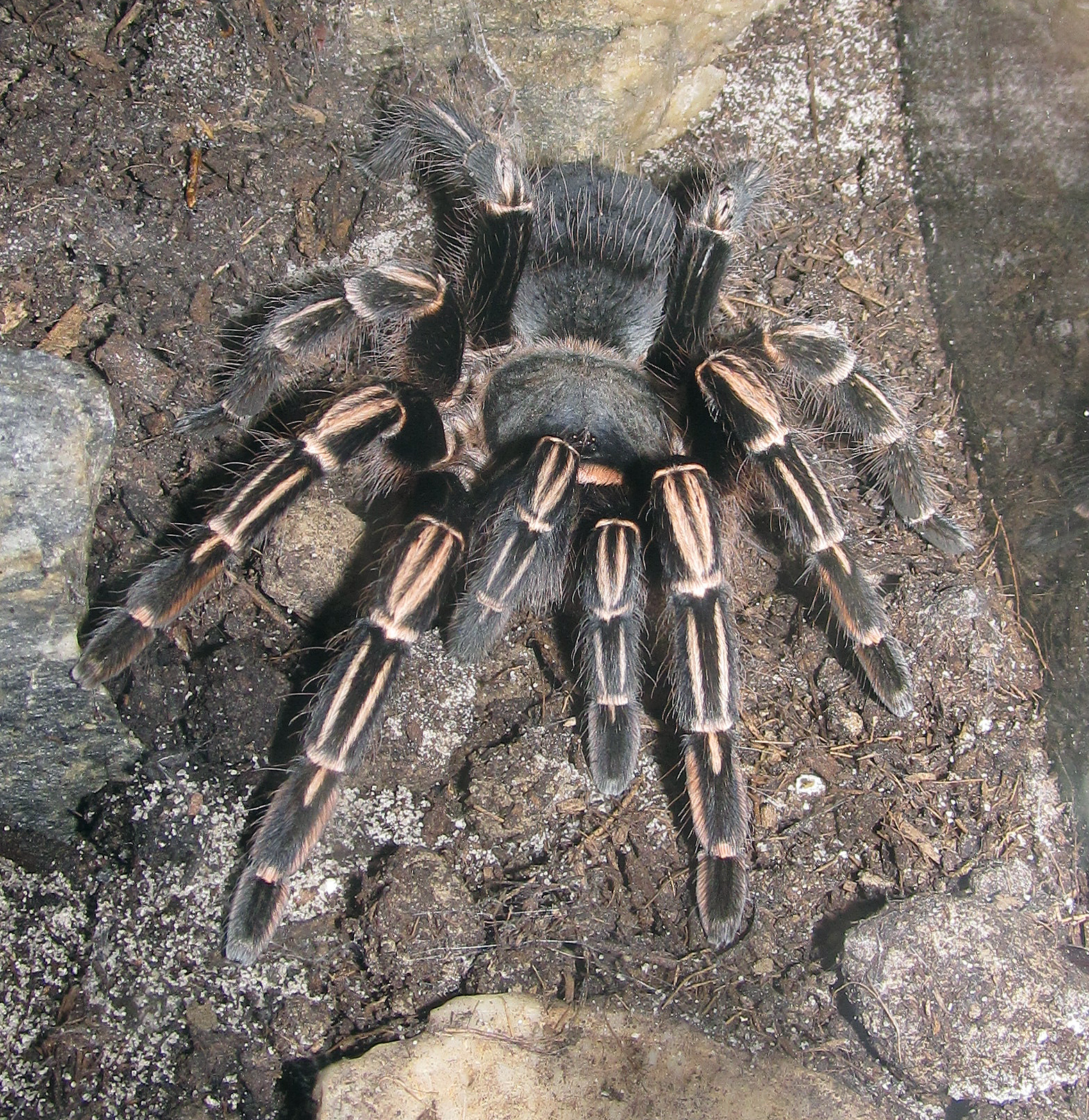
Von vorne
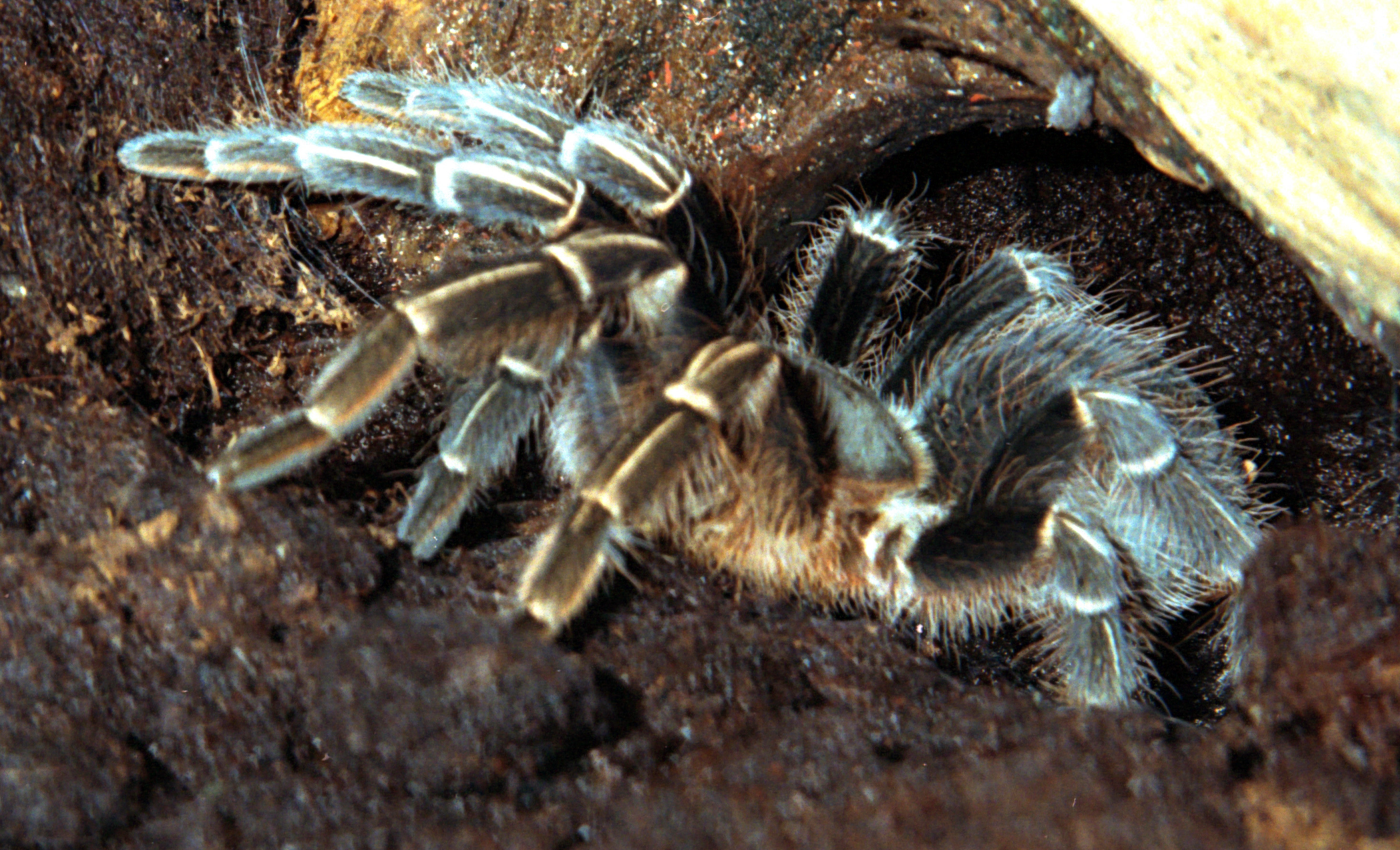
Jungtier
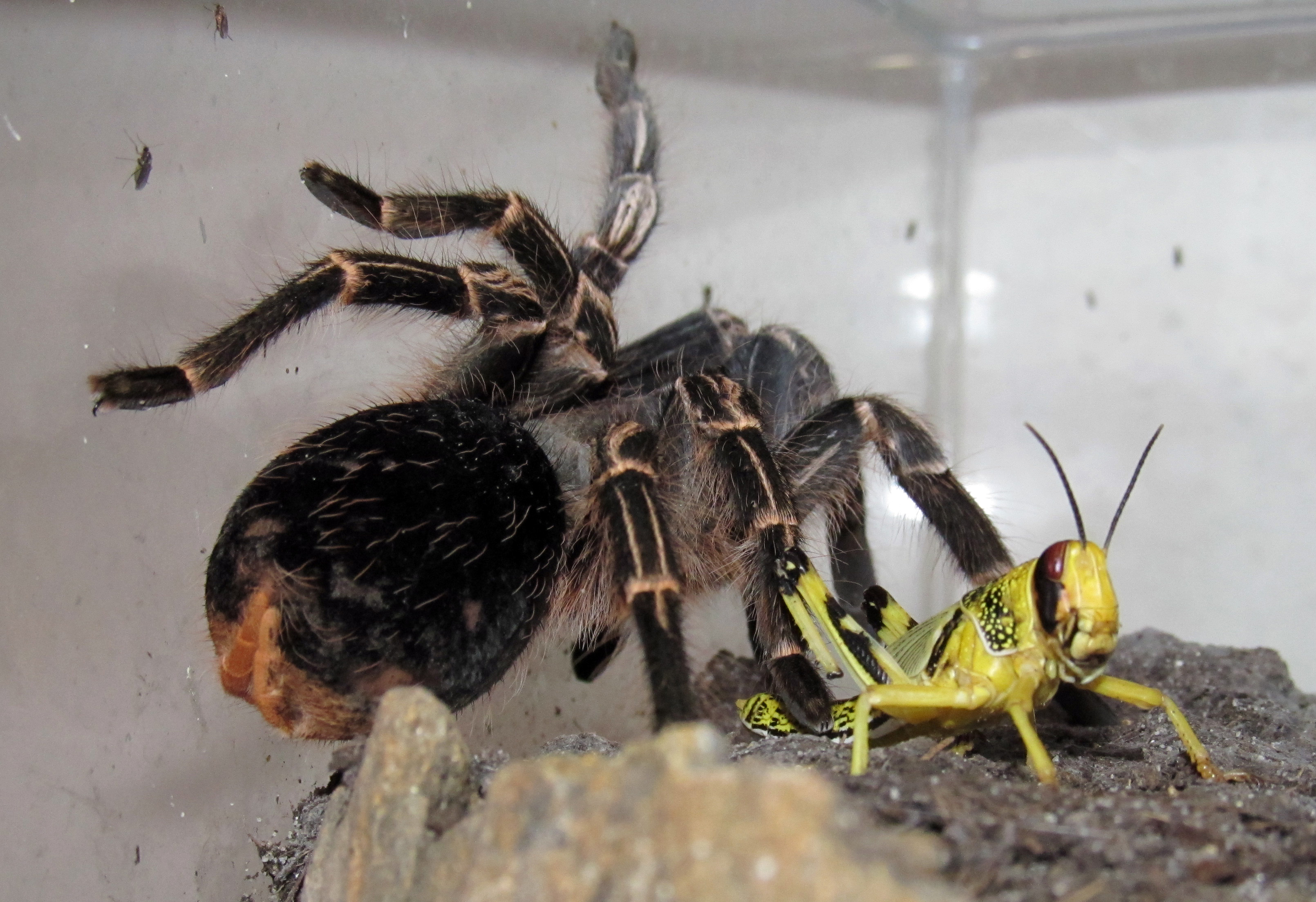
Aphonopelma seemanni mit Heuschrecke.

## Terrarienhaltung und Nachzucht
Die Tiere werden häufig in Terrarien gehalten. Allerdings sind Nachzuchten sehr selten. Eine Verpaarung gestaltet sich als schwierig. Obwohl schon von geglückten Paarungen berichtet wurde, bauen Weibchen dann sehr selten Kokons. Deshalb sind praktisch sämtliche in Terrarien gehaltene Spinnen dieser Art Wildfänge. Dazu werden Tiere oder Kokons aus ihrem natürlichen Verbreitungsgebiet entnommen und in die Abnehmerländer importiert.
Wildfänge sind in Costa Rica allerdings verboten.